# Jean Seberg
Jean Seberg (sau Jean Carlsen; n. 13 noiembrie 1938, Marshalltown⁠(d), Iowa, SUA – d. 30 august 1979, Paris, Franța) a fost o actriță americană care a devenit cunoscută prin filmele Bonjour Tristesse (1958) și Cu sufletul la gură (1960) devine o figură de cult prin Nouvelle Vague. A oscilat între Hollywood și Europa, primind frecvent în diferite filme rolurile principale. Ea a fost găsită moartă, la Paris.

## Filmografie
- 1957 Sfînta Ioana (Saint Joan), regia Otto Preminger : Ioana d'Arc
- 1958 Bonjour tristesse, regia Otto Preminger
- 1960 Cu sufletul la gură (À bout de souffle), regia Jean-Luc Godard
- 1961 Les Grandes Personnes, regia Jean Valère
- 1961 Amantul de cinci zile (L'Amant de cinq jours), regia Philippe de Broca
- 1965 Joc de cuburi (Moment to moment), regia Mervyn Le Roy
- 1966 Frumoasă nebunie (A Fine Madness), regiab Irvin Kershner
- 1966 Linia de demarcație (La ligne de démarcation), regiab Claude Chabrol
- 1967 Drumul spre Corint (La Route de Corinthe), regia Claude Chabrol : Shanny
- 1968 Păsările se duc să moară în Peru (Les oiseaux vont mourir au Pérou), de Romain Gary : Adriana
- 1970 Aeroportul (Airport), regia Henry Hathaway și George Seaton
- 1970 Val de căldură (Ondata di calore), regia Nelo Risi
- 1972 Atentatul (L'attentat), regia Yves Boisset
- 1974 Acest fel de dragoste (Questa specie d'amore), Alberto Bevilacqua
- 1974 Pisica și șoarecele (Cat and Mouse), regia Daniel Petrie
- 1976 Rața sălbatică (Die Wildente), regia Hans W. Geißendörfer
- 1978 Le Bleu des origines, regia Philippe Garrel